# بنك أوستر هاهيال
بنك أوستر هاهيال (بالعبرية: בנק אוצר החייל‏) ' بنك الخزانة الجندي ' هو بنك إسرائيلي .

## التاريخ
أسس أوستر هاهيال في عام 1946 من قبل السلطات الإلزامية البريطانية لتقديم الخدمات المصرفية للمحاربين القدامى اليهود في القوات المسلحة البريطانية. قدمت هذه الخدمات فيما بعد إلى قدامى المحاربين في الجيش الإسرائيلي وموظفي قطاع الدفاع ، الذين أصبحوا أيضًا مالكين للبنك.
في عام 1972 ، فتح البنك لعامة الناس ، على الرغم من أنه لا يزال يحتفظ إلى حد كبير ارتباطه بالأصول العسكرية. تم شراؤه بواسطة بنك هبوعليم في عام 1977. بحلول عام 1996 ، تحول أوستر هاهيال بالكامل إلى بنك عام تجاري.
في 24 يناير 2006 ، تم بيع حصة بنك هبوعليم من البنك ، 66 ٪ ، مقابل 703 مليون شيكل جديد ، أي حوالي 185 ٪ من القيمة التقديرية لأوتسار هاعل ، إلى بنك إسرائيل الدولي الأول .

## روابط خارجية
- الموقع الرسمي
 (in Hebrew)